# Skálholtsbók
Als Skálholtsbók werden verschiedene Sammelhandschriften bezeichnet, die aus dem Buchbestand des isländischen Bischofssitzes Skálholt stammen.
Zunächst wird die Sammelhandschrift AM 557 4to. als Skálholtsbók bezeichnet. Sie enthält die „Valdimars saga“, die „Gunnlaugs saga ormstungu“, die „Hallfreðar saga vandræðaskálds“, die „Hrafns saga Sveinbjarnarsonar“, die „Eiríks saga rauða“, die „Rögnvalds þáttur og Rauðs“, die „Dámusta saga“, die „Hróa þáttur heimska“, die „Eiríks saga víðförla“, die „Stúfs saga“, die „Karls þáttur vesæla“ und die „Sveinka þáttur“. Von ihnen sind nur vier vollständig wiedergegeben: „Eiríks saga rauða“, „Rögnvalds þáttur og Rauðs“, „Stúfs saga“ und „Karls þáttur vesæla“. Von den übrigen sind lediglich Ausschnitte unterschiedlicher Länge aufgenommen.
Daneben wird die Bezeichnung Skálholtsbók auch für drei weitere Handschriften verwendet:
Die Skálholtsbók eldri (AM 351 fol.) ist eine Gesetzessammlung aus dem 14. Jahrhundert. Enthalten sind die Jónsbók, (das Nachfolgegesetz zur Járnsíða), Ergänzungen der Gesetze, das alte Kirchenrecht aus dem 12. Jahrhundert und das Kirchenrecht des Bischofs Árni Þorláksson, das Zehntgesetz von Bischof Gissur aus dem Jahre 1097 und viele Entscheidungen der Erzbischöfe und Bischöfe von Skálholt.
Die Skálholtsbók yngri (AM 354 fol.), die um 1400 geschrieben wurde, enthält weitere Rechtstexte: Bischof Árnis Christenrecht, päpstliche Erlasse, solche der Erzbischöfe und der Bischöfe von Skálholt sowie die Jónsbók mit Erweiterungen.
Die Skálholtsbók yngsta (AM 81a fol.) wurde um 1450 verfasst und enthält die „Sverris saga“, die „Böglunga sögur“ (über den Bürgerkrieg zwischen Baglern und Birkebeinern nach dem Tode König Sverres) und die „Hákonar saga Hákonarsonar“.